# 5780 Lafontaine
För andra betydelser, se Lafontaine (olika betydelser).
5780 Lafontaine eller 1990 EJ2 är en asteroid i huvudbältet som upptäcktes den 2 mars 1990 av den belgiske astronomen Eric W. Elst vid La Silla-observatoriet. Den är uppkallad efter den franske författaren Jean de La Fontaine.
Asteroiden har en diameter på ungefär 22 kilometer och den tillhör asteroidgruppen Cybele.